# Vrede van Catania

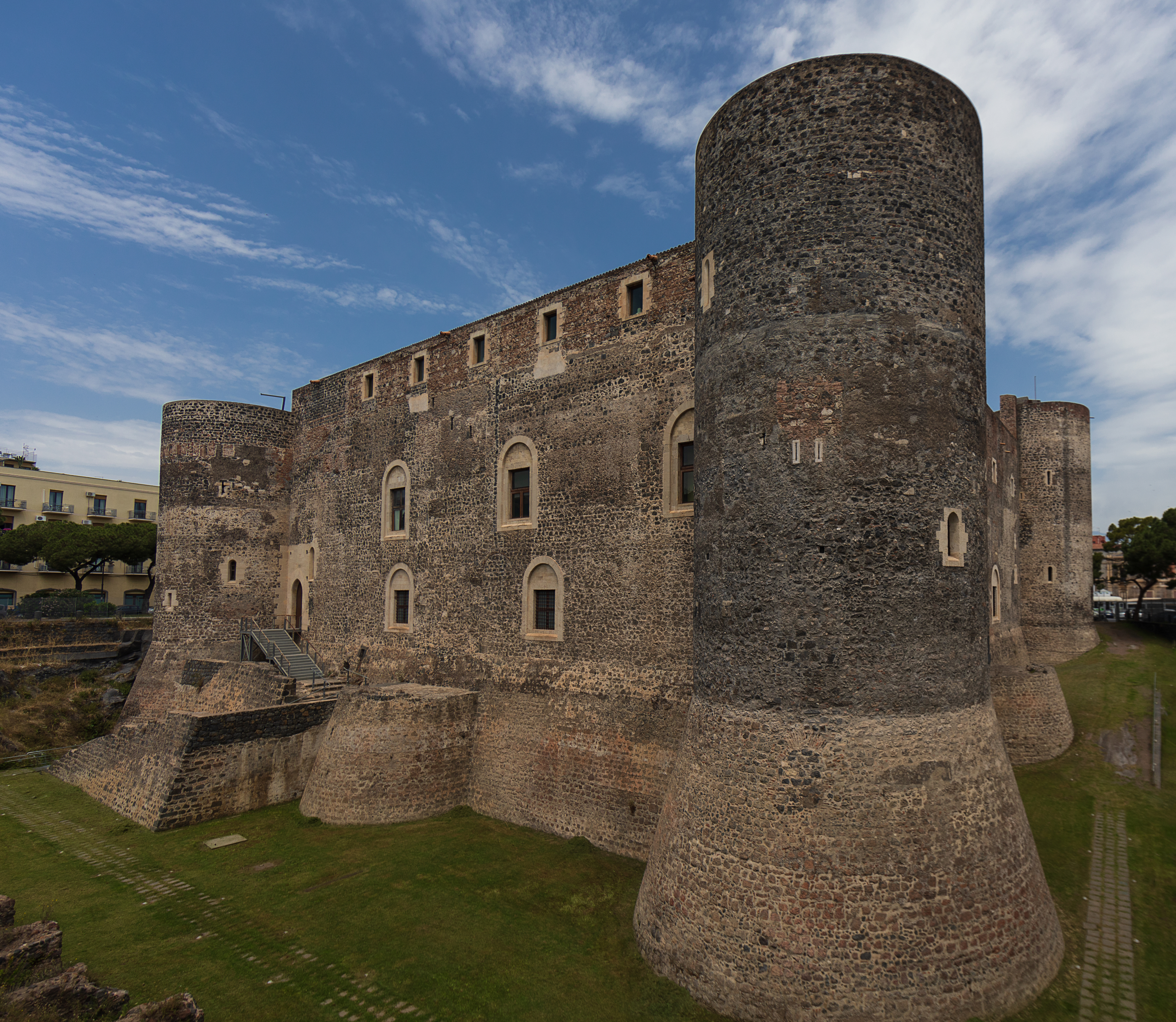
Castello Ursino in Catania waar in 1347 vrede kwam tussen Sicilië en Napels.

De Vrede van Catania was een vredesverdrag gesloten in 1347 tussen enerzijds het koninkrijk Sicilië, officieel Trinacria genoemd en deel van de Kroon van Aragon, en anderzijds het koninkrijk Napels, officieel Sicilië genoemd. Voor (Aragonees) Sicilië ondertekende hertog Jan van Athene, regent voor Sicilië in naam van de minderjarige koning Lodewijk van Sicilië. Voor Napels ondertekende koningin Johanna I van het Franse Huis Anjou-Sicilië, dat een vazal was van de paus. De Vrede van Catania had de steun van paus Clemens VI die in Avignon verbleef. Dit was de diplomatieke verdienste van hertog Jan. 
Het vredesverdrag werd ondertekend op 8 november 1347 in het Castello Ursino, het kasteel van Catania op het eiland Sicilië. Het was een pauzemoment in de Negentigjarige Oorlog (1282-1372) tussen Sicilië en Napels. Deze oorlog tussen Aragon en Anjou begon met de Siciliaanse Vespers (1282) en eindigde met het Verdrag van Avignon (1372). 
Het akkoord voorzag drie luiken: 1° Johanna I erkende het koninkrijk Sicilië als staat, en omgekeerd gold dit ook voor hertog Jan voor Napels. Er werden geen territoriale aanspraken meer gedaan. 2° Sicilië betaalde jaarlijks 3.000 onza aan de paus. 3° Sicilië en Napels zouden elkaar formeel bijstaan in oorlogstijd. Dit laatste betekende eigenlijk een engagement van hertog Jan om Napels militair en financieel bij te staan.
Het effect van de Vrede van Catania duurde niet lang. Hertog Jan, de sterkhouder van het vredesverdag en politieke leider van Sicilië, stierf een jaar later aan de pest (1348). Het Parlement van Sicilië ratificeerde niet omwille van een oplaaiend conflict tussen de nieuwe regent Blasco II Alagona en de adel. Paus Clemens VI ratificeerde evenmin. De Negentigjarige Oorlog hernam.